# Liste der Monuments historiques in Melrand
Die Liste der Monuments historiques in Melrand führt die Monuments historiques in der französischen Gemeinde Melrand auf.

## Liste der Bauwerke
| Bezeichnung                     | Beschreibung | Standort                     | Kennzeichnung | Schutzstatus | Datum     | Bild |
| ------------------------------- | ------------ | ---------------------------- | ------------- | ------------ | --------- | ---- |
| Calvaire                        |              | Route de Guémené (Lage)      | PA00091435    | Classé       | 1965      |      |
| Kapelle Locmaria                |              | (Lage)                       | PA00091437    | Classé       | 1928 1945 |      |
| Kapelle Notre-Dame du Guelhouit |              | Talroch (Lage)               | PA56000051    | Classé       | 2003      |      |
| Kapelle Saint-Fiacre            |              | (Lage)                       | PA00091436    | Classé       | 2003      |      |
| Kreuz von Kerentrec’h           |              | Rue de Saint-Rivalain (Lage) | PA00091438    | Inscrit      | 1925      |      |
| Brunnen                         |              | Kerhoh (Lage)                | PA00091439    | Inscrit      | 1934      |      |
| Tumulus von Saint Fiacre        |              | Er-Voucenne (Lage)           | PA00091440    | Classé       | 1972      |      |

## Liste der Objekte
- Monuments historiques (Objekte) in Melrand in der Base Palissy des französischen Kultusministeriums